# Grande azul da Gasconha
A grande azul da Gasconha[Nota] (em inglês:  Grand Bleu de Gascogne) é uma raça de cães pertencente ao grupo de sabujos farejadores de porte grande. É proveniente da província de Gasconha na costa sudoeste da França, local para o qual seus ascendentes foram levados por comerciantes fenícios. Neste país, foi primordialmente utilizado para localizar lobos, cervos e javalis. Mais populares nos Estados Unidos que em sua terra natal, estes cães são ainda usados nas caçadas, agora para rastrarem presas médias, como guaxinins, e grandes, como cervos. Considerado um animal calmo apesar de apresentar o gosto por ladrar, é visto como um bom cão de companhia.
Fisicamente considerado um cão largo, pode atingir os 35 kg e os 72 cm. Sua pelagem, relativamente grossa e flexível, é de fácil cuidado e apresenta duas colorações.